# Chriolepis benthonis
Chriolepis benthonis är en fiskart som beskrevs av Ginsburg, 1953. Chriolepis benthonis ingår i släktet Chriolepis och familjen smörbultsfiskar. Inga underarter finns listade i Catalogue of Life.